# Moiré fontinal
Pour les articles homonymes, voir Moiré.
Erebia pronoe
Espèce
Statut de conservation UICN

 LC  : Préoccupation mineure
Le Moiré fontinal (Erebia pronoe) est un lépidoptère appartenant à la famille des Nymphalidae, à la sous-famille des Satyrinae et au genre Erebia.

## Dénomination
Erebia pronoe a été nommé par Eugen Johann Christoph Esper en 1780.
Synonymes : Papilio pronoe Esper, 1780; Papilio pitho Hübner, 1804 ; Papilio vergy Ochsenheimer, 1807 ; Erebia pronoe glottis ,.

### Noms vernaculaires
Le Moiré fontinal se nomme Water Ringlet en anglais.

## Sous-espèces
Erebia pronoe fruhstorferi Warren, 1933.

## Description
Le Moiré fontinal est un petit papillon, marron orné aux antérieures d'une bande postmédiane orange entrecoupée par les nervures avec deux ocelles noirs pupillés de blanc à l'apex, et chez la femelle d'autres ocelles aux antérieures et aux postérieures dans des taches orange cuivrées.
Le revers des antérieures est cuivre orangé avec une bande postmédiane plus claire qui porte deux ocelles noirs pupillés de blanc à l'apex chez le mâle, pareil plus un autre chez la femelle. Les postérieurs sont chinées de gris beige et marron à reflet violacé avec une large bande plus claire.

## Biologie

### Période de vol et hivernation
Il vole de fin juin à fin septembre.

### Plantes hôtes
Les plantes hôtes des chenilles sont Festuca ovina et Festuca quadriflora.

## Écologie et distribution
Il est présent sous forme de nombreux petits isolats, dans les Pyrénées en Espagne, Andorre, France, dans les Alpes en Suisse, Italie, Slovénie, Allemagne, Autriche, Macédoine, Roumanie et Bulgarie,.
En France métropolitaine il est présent dans les Pyrénées, dans les Pyrénées-Atlantiques, la Haute-Garonne, l'Ariège, les Hautes-Pyrénées et dans quatre départements du Jura et des Alpes, Isère, Savoie, la Haute-Savoie, l'Ain et le Jura .

### Biotope
Il réside dans des prairies herbues humides.

### Protection
Pas de statut de protection particulier.